# 東湖畫
東湖畫（越南语：／），全稱東湖民間木刻畫（越南语：／）是一種基於越南民間畫的版畫，發祥於越南北部北寧省顺成市社雙湖坊東湖村，古時多為民眾在新年張貼。這種版畫至今仍作為一種越南民間藝術受到歡迎。

## 概述

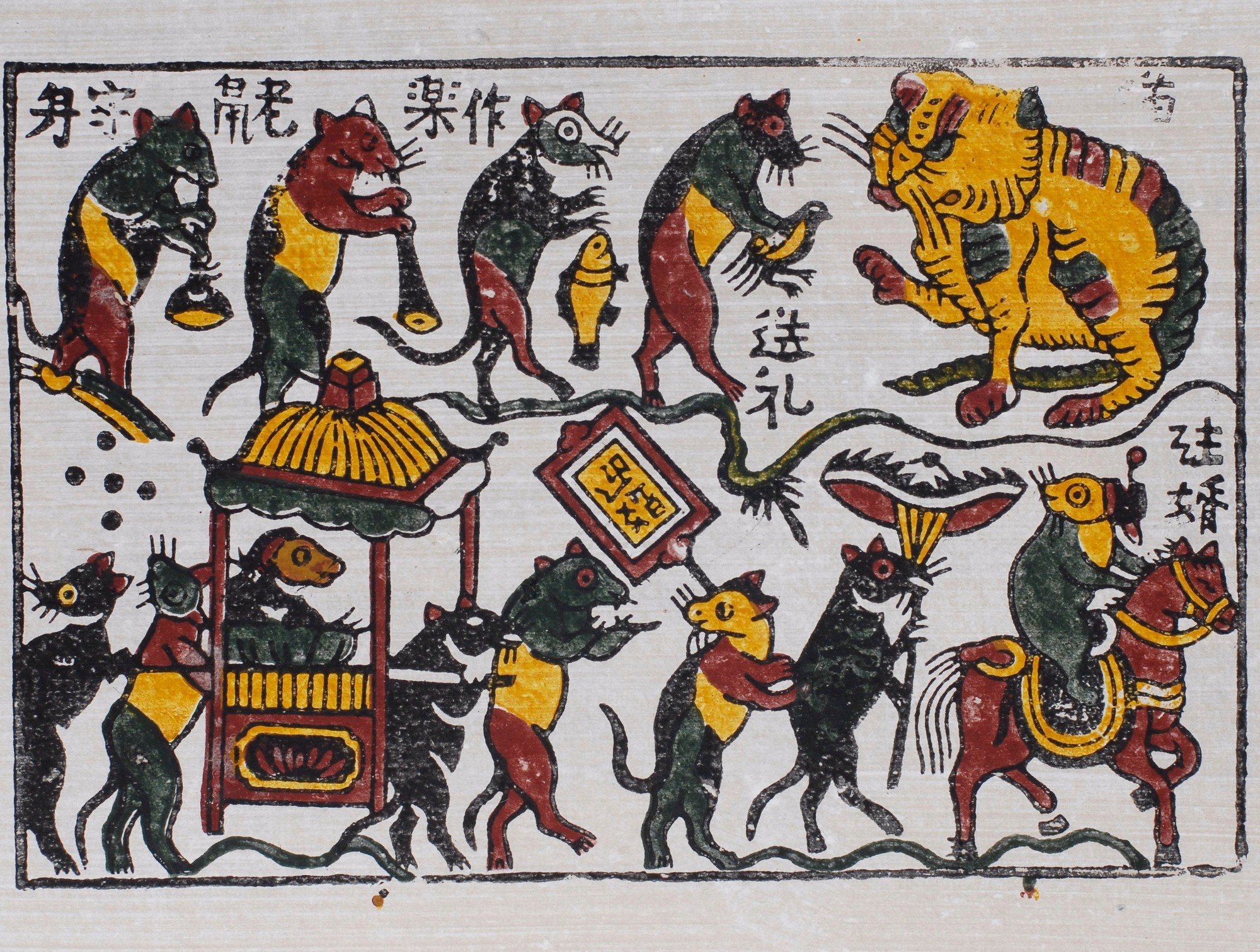
東湖畫《老鼠娶親》

東湖畫起源於何時說法不一，但從十九世紀晚期諷刺詩人陳濟昌在作品中的描述來看，當時東湖畫就已經有一定名氣。
東湖畫的繪製原料均來自自然，繪製也不需要太高超的技藝。但一般篇幅不超過50厘米。內容多為日常生活、時相諷刺等。現在一般老百姓在新年或有喜事時才會高掛這些繪畫。